# Jurkowce
Jurkowce – wieś w rejonie niemirowskim obwodu winnickiego na Ukrainie.

## Pałac
- murowany pałac wybudowany w pierwszej połowie XIX w. przez Sulatyckich znany z dwóch rycin[1].